# Dicranomyia (Dicranomyia) fugax
Dicranomyia (Dicranomyia) fugax is een tweevleugelige uit de familie steltmuggen (Limoniidae). De soort komt voor in het Oriëntaals gebied.